# Trolleybus van Landskrona

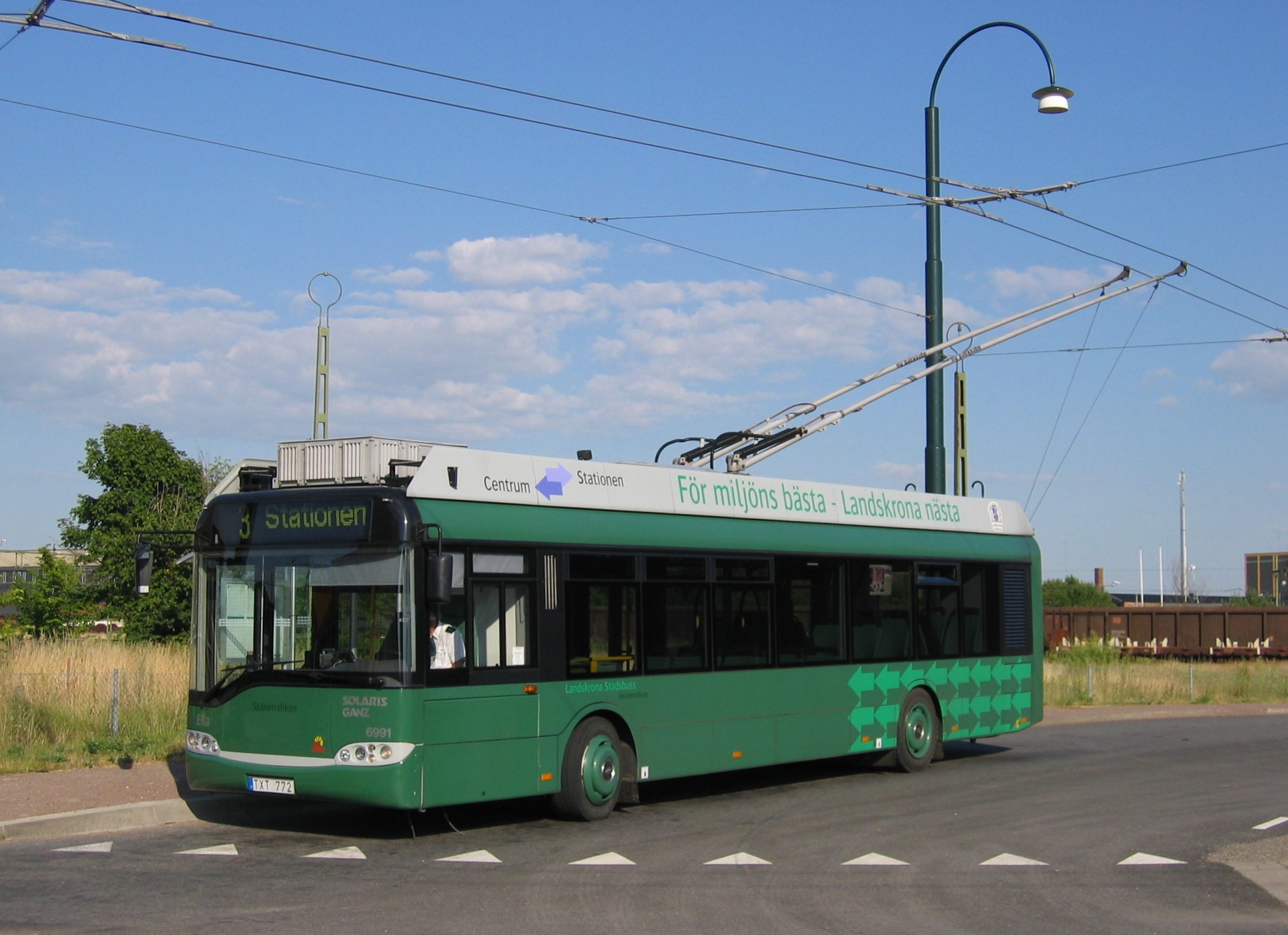
Trolleybus van Landskrona

De trolleybus van Landskrona verbindt het centrum met het nieuwe spoorwegstation van dit stadje in Zuidwest-Zweden.
Op 7 januari 2001 is het oude kopstation van Landskrona vervangen door een nieuw spoorwegstation met doorgaande sporen. Dit nieuwe station ligt buiten de stad en ligt dus ook verder van het centrum. De vervoersautoriteit wilde dit compenseren door een hoogwaardige openbaarvervoersverbinding aan te leggen tussen het centrum en het nieuwe station. Een tram werd te duur bevonden, en een bus was niet attractief genoeg. Daarop werd besloten om een trolleybuslijn aan te leggen.
Op 30 januari 2003 werd er officieel begonnen met de aanleg van de bovenleidingen en in juli kon er voor het eerst worden proefgereden. Op 27 september 2003 werd de trolleylijn officieel in gebruik genomen. De aanleg van de bovenleidingen en de aanschaf van drie trolleybussen heeft 40 miljoen Zweedse kronen (ongeveer 4,3 miljoen euro) gekost. In 2010 werd een vierde trolleybus aangeschaft.
De trolleyverbinding, lijn 3, telt zeven haltes en is drie kilometer lang. Doordeweeks wordt er een 10-minutendienst aangeboden. De reistijd van begin- tot eindpunt bedraagt 8 minuten. Tot 1 april 2004 was Orusttrafiken de exploitant van deze lijn. De trolleybussen werden tussen 2004 en 1 december 2009 geëxploiteerd door Arriva in opdracht van Skånetrafiken, de vervoersautoriteit van Skåne län. Verder werden de trollybussen per 1 december 2009 geëxploiteerd door Nobina Sverige AB. Sinds 5 mei 2010 worden de trolleybussen geëxploiteerd door Regionservice Skånetransport, Lund.
De trolleydienst wordt uitgevoerd met vier 12-metertrolleybussen van de Poolse busbouwer Solaris. De elektrische uitrusting is geleverd door het Hongaarse Ganz Transelektro. De vier trolleys hebben vrouwennamen gekregen die beginnen met de 'el' van elektriciteit: Ella, Ellen, Elvira en Else-Len.

## Haltes
- Stationen - Lasarettet Norra - Vilan - Artillerigatan - Rådhustorget - Sofia Albertina - Centrum (Skeppsbron)